# Harry Macdonald
Harry Macdonald, britanski general, * 1886, † 1976.